# Araeoncus anguineus
Araeoncus anguineus là một loài nhện trong họ Linyphiidae.
Loài này thuộc chi Araeoncus. Araeoncus anguineus được Ludwig Carl Christian Koch miêu tả năm 1869.